# 나가타 료코
나가타 료코(일본어: 永田 亮子)는 일본의 여성 성우이다. 1975년 2월 23일 기후현 출생.

## 출연작
애니메이션
- 라스트 엑자일 시리즈 - 위나 라이트닝
- 머메이드 멜로디 피치피치핏치 - 노엘
- 명탐정 코난 - 미도리카와 아이코(974화 엑스트라)
- 스즈미야 하루히의 우울 - 나카니시 타카코
- 요괴워치 - 케이타의 어머니, 네타발레리나, 돈요리느, 메카부쨩, 액괴, 카타노리코조우, 하나코상, 히키코우모리, 큐비, 큥타로, 즈큐큥타, 우라큥타
- 우타∽카타 - 히나타 미치코
- 키디 걸랜드 - 에크렐
- 키디 그레이드 - 에크렐
- 피니와 퍼브 - 캔디스 플린☆
- 엔드라이드 - 아사나가 마키코(2015년 출연작이 없었고, 2016년 첫 출연에 해당.)
- Black Blood Brothers - 카츠라기 미미코

게임
- 슈퍼로봇대전 시리즈 - 라리아, 카난 준

외화
- 백만장자의 첫사랑 - 은환(이연희)
- 어느 멋진 날 - 구효주(이연희)
- 태왕사신기 - 수지니(이지아)
- 하이스쿨 뮤지컬 - 샤페이 에반스☆